# 파트리키

파트리키(라틴어: patrícĭi)는 고대 로마를 다스리던 귀족 계급이다. 플레브스와 함께 로마 시민을 구성했다. 파트리키(Patricii)의 어원은 ‘아버지’를 의미하는 ‘파테르’(Pater)이며, 고대 로마 사회에서는 ‘상류층 재산의 상속자로 선정된 자’, 그리고 ‘노블레스 오블리주의 책임을 진 사람’이라는 의미가 있었다. 그 의미대로, 고대 로마에서는 엘리트로 간주되었고, 로마 공화정 초기 중기에서는 원로원을 구성하는 인재를 제공해 왔다. ‘파트리키’라는 말은 대부분 ‘플레브스’(평민)라는 하층 계급과 대비해서 사용되어 왔다.

## 역사
파트리키의 원류가 무엇인지는 현재 알려져 있지 않다. 이견은 있지만, 현재는 로마 왕정 시대에 사회가 계층화되어 가는 단계에서 부와 권력을 가지고 있던 계층이 ‘파트리키’라고 자칭했으며, 부와 권력에서 소외된 ‘플레브스’를 지배한 것으로 간주되고 있다.
당시 로마 왕정의 행정 모체인 켄투리아 민회는 각 켄투리아가 193개로 구분되어 각각 하나의 투표권을 가지고 있었다. 그러나 로마의 5개의 계급 중 파트리키가 차지하는 상류의 2개가 98개를 차지하고 있어, 소수였던 파트리키가 정치적으로 유리한 구조로 되어 있었다. 그 결과 플레브스가 행정을 담당하는 것이 법으로 금지되지는 않았지만, 사실상 파트리키가 독점하고 있었다고 말할 수 있다.
또한 로마 공화정 초기에 신관 직은 파트리키만 할 수 있었다. 파트리키는 자신들만 로마의 신들과 소통할 수 있으며, 그들만 신들의 의식을 거행했다. 고대 로마의 풍습으로 연초의 전날 또는 전쟁을 나서기 전에 행정관이 신들에게 방문하여 신탁을 받는 것이 일상이었기 때문에, 이 신관 직에도 정치적 역할도 적지 않았다. 리비우스에 따르면, 플레브스가 처음으로 신관이 될 수 있었던 것은 기원전 300년, 아우구르의 정원을 4명에서 9명으로 증원했을 무렵이라고 한다.
그러나 공화정도 후기가 되면서 부와 권력을 가진 플레브스가 등장하게 되었고, 기존의 파트리키와 융합하여 노빌레스(신 귀족)라는 계급이 등장한다. 다른 한편으로는 빈곤에 허덕이는 파트리키도 나오는 등, 양자를 구분하는 정의는 모호해졌다. 정확히는 그들의 가문에 그 어떠한 경우에도 평민을 결코 받지 않거나 특수한 경우를 제외하곤 거의 받지 않아서 구성원 전체가 귀족인 파트리키들은 여러 원인으로 인하여 결국 자연스럽게 사라지게 되었다. 그러나 그런 고집스러운 자들 역시도 카이사르와 같은 인재들을 배출하였으며 망하기 전까지는 한니발 같은 위기에서도 상당히 활약하였다. 물론 그런 순수성이 로마 사회에서 꼭 우월한 지위를 의미하는 것은 아니였으며 그런 특권과 지위를 가진 파트리키들은 순혈 파트리키가 아닌 주로 강대한 세력을 가진 자들이었다. 그래서 의외로 순혈 귀족들인 파트리키들은 특히나 가문이 힘든 상황에 있거나 몰락한 경우에는 특권이 아닌 실력으로 높은 자리에 오른 경우가 많았다.
노빌레스를 비롯한 평민 혈통과 결코 섞이지 않았던 파트리키들은 이를 회복하려는 카이사르의 노력에도 불구하고 자손을 남기지 못하여 거의 절멸하였으나 카시야 법(lex Cassia) 등으로 후대에도 칭호로 계승되었다. 중세 비잔티움 제국 시대에는 그리스어의 ‘파트리키오스’라는 문무 고관에게 주어지는 작위 명칭도 있었다.

## 같이 보기
- 플레브스
- 노빌레스
- 옵티마테스
- 12표법
- 호네스티오레스와 휴밀리오레스

1. ↑  이런 경우에도 오히려 동시기 혹은 후세대의 귀족제 나라의 귀족들과 비교할 때 오히려 몸에 흐르는 평민의 피가 더 적을 수도 있었다.